# Barry Martyn

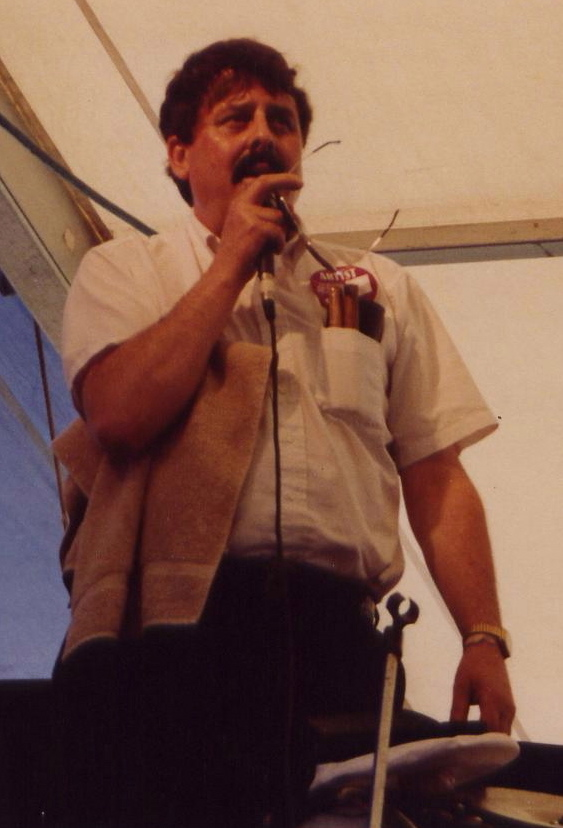
Barry Martyn auf dem New Orleans Jazz & Heritage Festival

Barry Martyn (* als Barry Martyn Godfrey, 23. Februar 1941 in London; † 17. Juli 2023 in New Orleans) war ein britischer Schlagzeuger, Bandleader und Produzent des New Orleans Jazz, der auch als Autor hervorgetreten ist.

## Leben und Wirken
Barry Martyn begann 1955 mit dem Schlagzeugspiel und leitete ein Jahr später seine erste Band. 1959 machte er erste Aufnahmen. Er besuchte zuerst 1961 New Orleans, lernte bei Cie Frazier und gründete Mono Records. Martyn tourte mit vielen New Orleans Musikern in Europa (wie George Lewis, Albert Nicholas, Louis Nelson, Captain John Handy). 1972 zog er nach Los Angeles und gründete die Legends of Jazz. Mit den darin versammelten New-Orleans-Veteranen tourte er weltweit und produzierte Aufnahmen. 1984 zog er dauerhaft nach New Orleans und gab den Back-Katalog von Circle Records neu heraus.
81
1976 spielte Martin mit Barney Bigard. Er nahm vielfach als Leader auf (auch mit Rudy Balliu).
Weiterhin war Barry Autor und Mitautor von Büchern wie The End of the Beginning Bunk Johnson – Song of the Wanderer und Bill Russell’s New Orleans Music.
Barry Martyn starb am 17. Juli 2023 im Alter von 83 Jahren.